# Франекер
Франекер (нід. Franeker, нід. вимова: [ˈfraːnəkər] ( прослухати)) — місто в нідерландській провінції Фрисландія. Адміністративний центр муніципалітету Вадхуке.
Площа становить 18,17км². Населення, станом на 2021 рік, складало 12 780 осіб.
До 1984 року мало статус окремого муніципалітету, згодом було частиною муніципалітету Франекерадел, який 2018 року було об'єдноно з декількома іншими муніципалітетами у новостворений Вадхуке.

## Визначні уродженці
- Себальд Юстінус Брюгманс (1763 – 1819) — нідерландський ботанік і лікар
- Ян Гендрик Оорт  (1900 – 1992) — нідерландський астроном

## Галерея

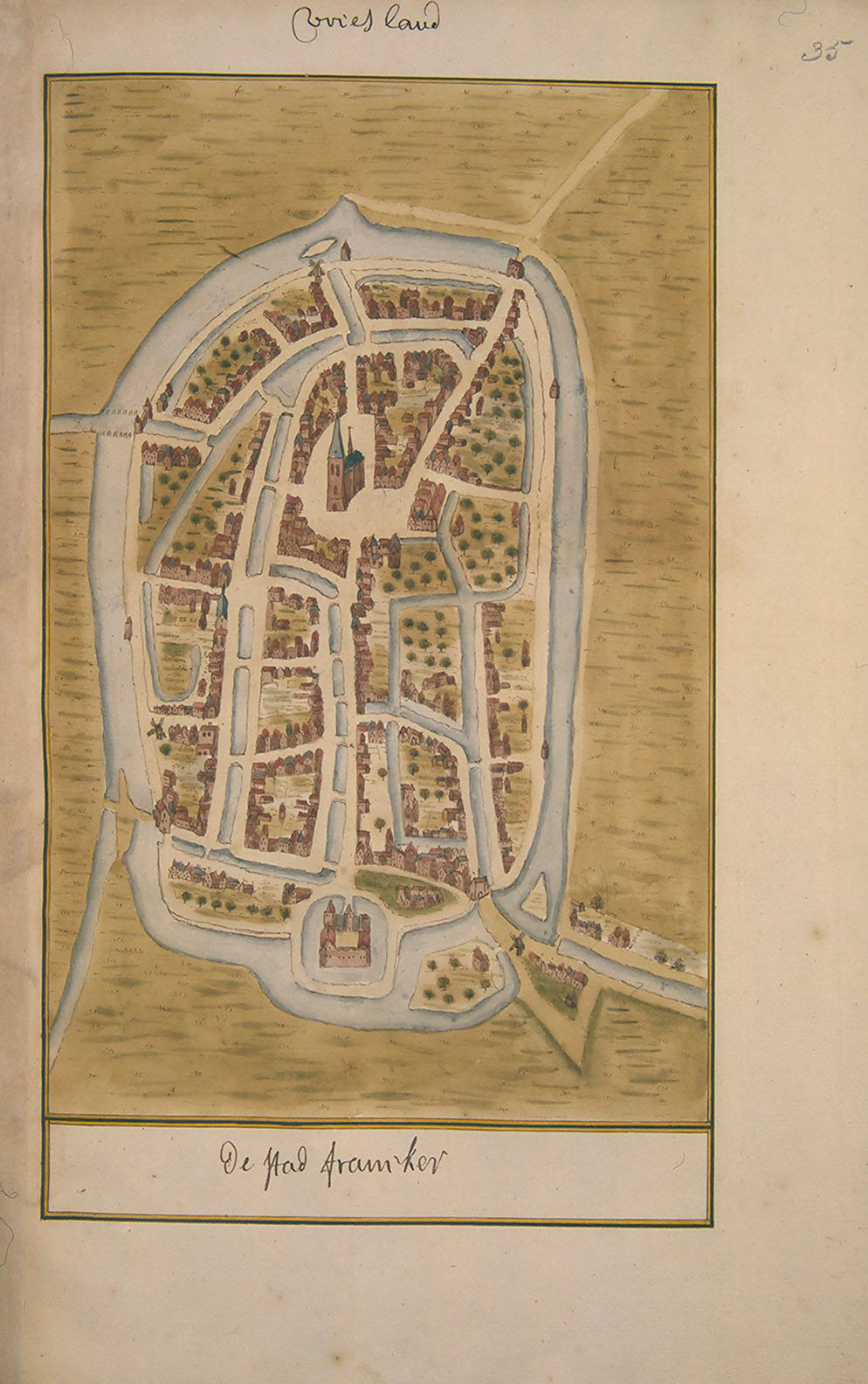
Мапа Франекера (прибл. 1710–1735)
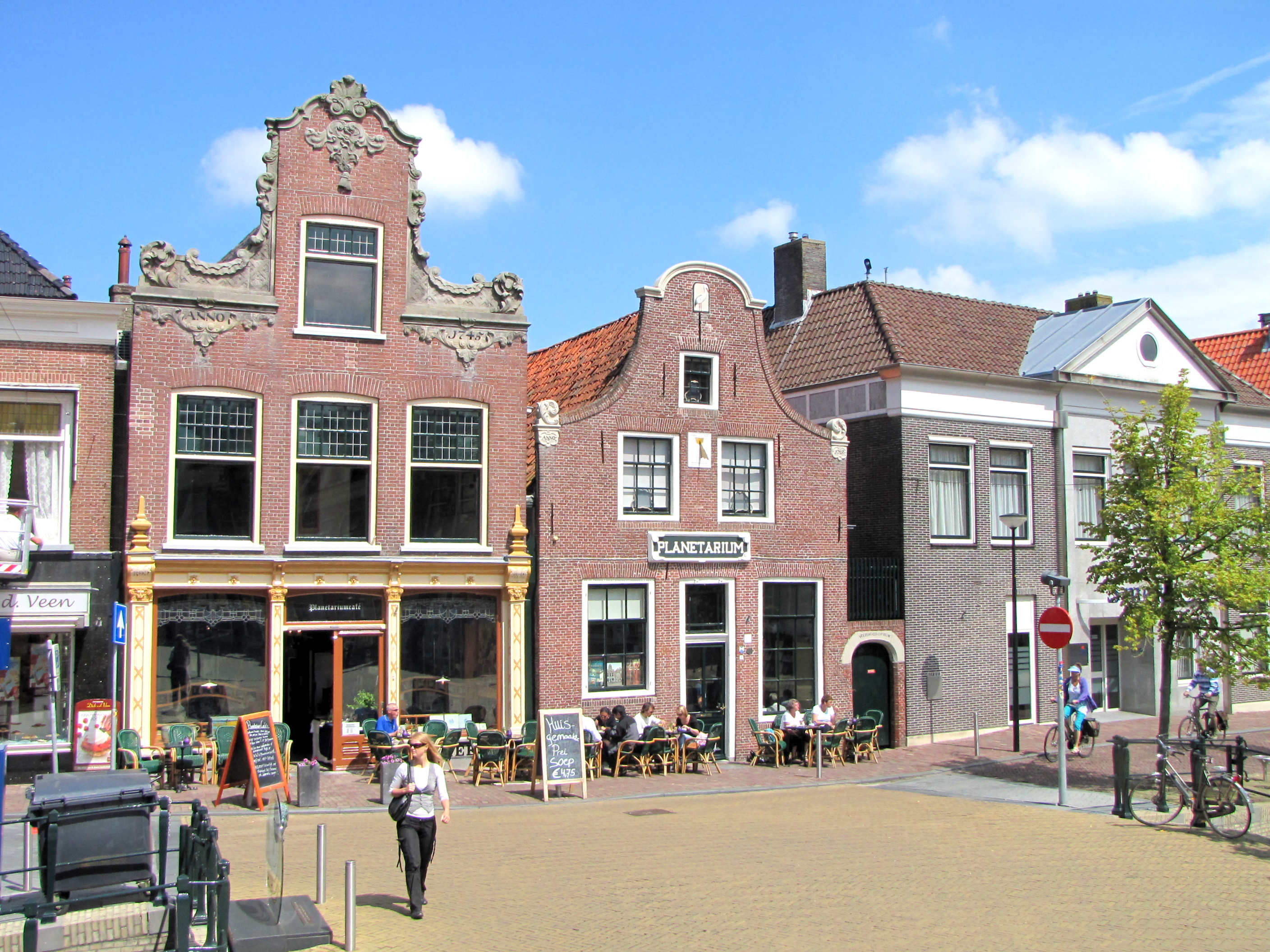
Планетарій Ейсе Ейсінги (праворуч) і бар у місті
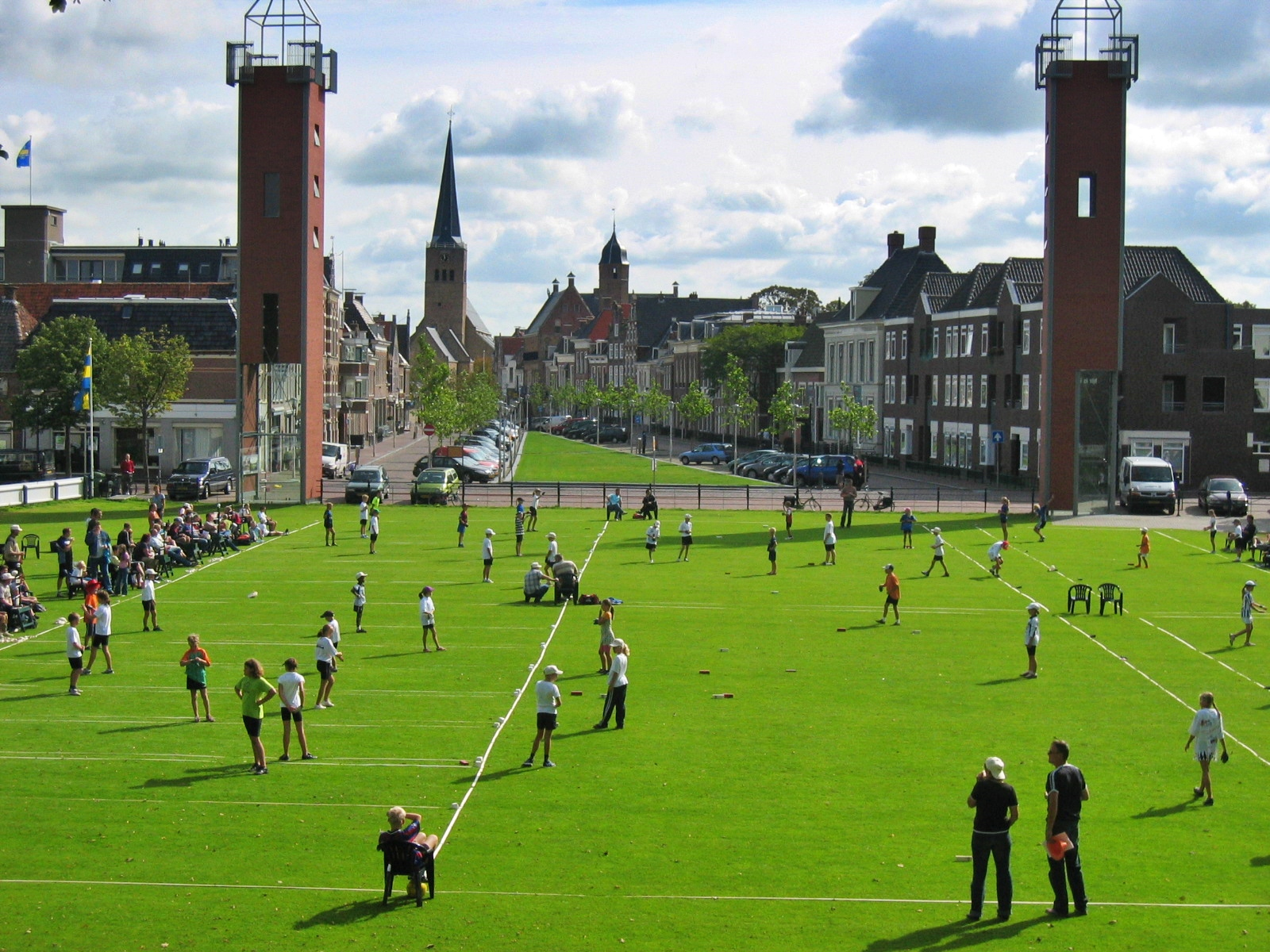
Гра у Фризійський гандбол у місті
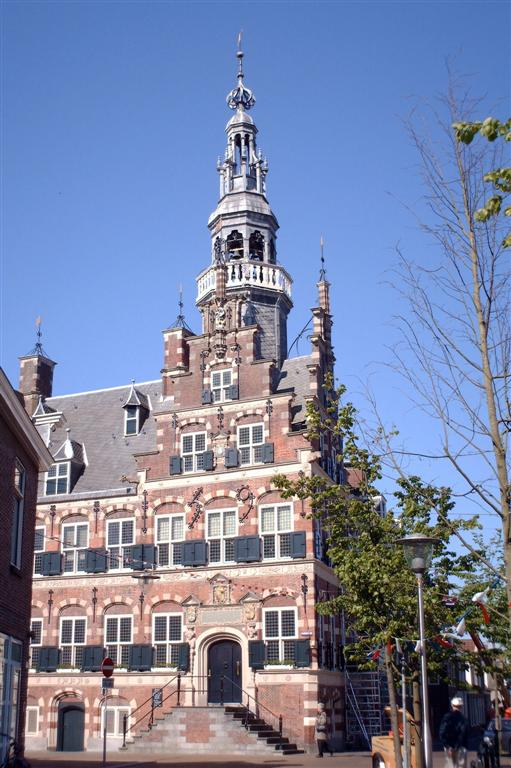
Будівля мерії